# Vice primer ministro de Suecia
El vice primer ministro de Suecia —en sueco: Ställföreträdande statsminister o extraoficialmente vice statsminister— es un ministro del gabinete que es nombrado por el jefe de Gobierno sueco que actúa como máxima autoridad política cuando el primer ministro está impedido de desempeñar sus funciones, cuyo desempeño y deberes están regulados en la Constitución. Sin embargo, si este cargo no ha sido nombrado, el rol es tomado por aquel ministro del gabinete de mayor antigüedad (y si hay varios con idéntica experiencia, se elige a aquel con mayor edad) asume el cargo de jefe de Gobierno.
El rol y la posición de este cargo puede variar. En particular, durante los últimos tres gobiernos de coalición, Fälldin III, Bildt y Reinfeldt, el vice primer ministro fue el jefe de la segunda coalición partidista más grande (liberales en Fälldin III y Bildt, Centro en Reinfeldt). En los gobiernos Fälldin I y II, sin embargo, este cargo pertenecía al Partido Liberal, a pesar de constituirse como el más pequeño del conglomerado; la razón de esto podría atribuirse a una falta de voluntad del centro y liberales para otorgar dicha posición a los moderados, primordialmente derivados de diferencias ideológicas. Cabe indicar que en todos estos gobiernos, el vice primer ministro también tenía una cartera en el Gabinete ordinario.
Por otro lado, la situación ha sido diferente en los gobiernos unipartidistas que existieron desde que el cargo de vice primer ministro fue introducida en 1976, vale decir, durante los denominados gobiernos Ullsten (de carácter liberal) y 
Palme II, Carlsson I-III y Persson (social-demócratas). Mientras que Mona Sahlin podría haber sido descrita como una especie de «sucesora de honor» (incluso si finalmente no hubiera sucedido a Ingvar Carlsson en la jefatura de Estado), los otros primeros viceministros han tendido a ser de mayor edad y experimentados políticos.

## Listado de vice primeros ministros de Suecia
| # | Imagen | Nombre            |  | Inicio                   | Fin                      | Partido                       | Coalición        |
| --- | ------ | ----------------- |  | ------------------------ | ------------------------ | ----------------------------- | ---------------- |
| — |        | Gunnar Sträng1    |  | 1 de enero de 1975       | 8 de octubre de 1976     | Partido Socialdemócrata Sueco | Palme I          |
| 1 |        | Per Ahlmark       |  | 8 de octubre de 1976     | 7 de marzo de 1978       | Partido Popular Liberal       | Fälldin I        |
| 2 |        | Ola Ullsten       |  | 7 de marzo de 1978       | 18 de octubre de 1978    | Partido Popular Liberal       | Fälldin I        |
| 3 |        | Sven Romanus      |  | 18 de octubre de 1978    | 12 de octubre de 1979    | Independiente                 | Ullsten          |
| — |        | Ingemar Mundebo   |  | 12 de octubre de 1979    | 31 de julio de 1980      | Partido Popular Liberal       | Fälldin II       |
| (2) |        | Ola Ullsten       |  | 1 de agosto de 1980      | 8 de octubre de 1982     | Partido Popular Liberal       | Fälldin III      |
| 4 |        | Ingvar Carlsson   |  | 8 de octubre de 1982     | 13 de marzo de 1986      | Partido Socialdemócrata Sueco | Palme II         |
| — |        | Svante Lundkvist1 |  | 13 de marzo de 1986      | 9 de octubre de 1986     | Partido Socialdemócrata Sueco | Carlsson I       |
| — |        | Kjell-Olof Feldt  |  | 10 de octubre de 1986    | 16 de febrero de 1990    | Partido Socialdemócrata Sueco | Carlsson I       |
| — |        | Lena Hjelm-Wallén |  | 16 de febrero de 1990    | 27 de febrero de 1990    | Partido Socialdemócrata Sueco | Carlsson I       |
| 5 |        | Odd Engström      |  | 27 de febrero de 1990    | 4 de octubre de 1991     | Partido Socialdemócrata Sueco | Carlsson II      |
| 6 |        | Bengt Westerberg  |  | 4 de octubre de 1991     | 7 de octubre de 1994     | Partido Popular Liberal       | C. Bildt         |
| 7 |        | Mona Sahlin       |  | 7 de octubre de 1994     | 16 de noviembre de 1995  | Partido Socialdemócrata Sueco | Carlsson III     |
| 8 |        | Lena Hjelm-Wallén |  | 17 de noviembre de 1995  | 21 de octubre de 2002    | Partido Socialdemócrata Sueco | Persson          |
| 9 |        | Margareta Winberg |  | 21 de octubre de 2002    | 30 de octubre de 2003    | Partido Socialdemócrata Sueco | Persson          |
| — |        | Marita Ulvskog    |  | 31 de octubre de 2003    | 31 de mayo de 2004       | Partido Socialdemócrata Sueco | Persson          |
| 10 |        | Lars Engqvist     |  | 31 de mayo de 2004       | 30 de noviembre de 2004  | Partido Socialdemócrata Sueco | Persson          |
| — |        | Laila Freivalds   |  | 1 de octubre de 2004     | 31 de octubre de 2004    | Partido Socialdemócrata Sueco | Persson          |
| 11 |        | Bosse Ringholm    |  | 1 de noviembre de 2004   | 6 de octubre de 2006     | Partido Socialdemócrata Sueco | Persson          |
| 12 |        | Maud Olofsson     |  | 6 de octubre de 2006     | 5 de octubre de 2010     | Partido del Centro            | Reinfeldt        |
| 13 |        | Jan Björklund     |  | 5 de octubre de 2010     | 3 de octubre de 2014     | Partido Popular Liberal       | Reinfeldt        |
| 14 |        | Margot Wallström  |  | 3 de octubre de 2014     | 10 de septiembre de 2019 | Partido Socialdemócrata Sueco | Löfven           |
| 15 |        | Morgan Johansson  |  | 10 de septiembre de 2019 | 18 de octubre de 2022    | Partido Socialdemócrata Sueco | Löfven Andersson |
| 16 |        | Ebba Busch        |  | 18 de octubre de 2022    | En el cargo              | Demócratas Cristianos         | Kristersson      |
| 1 Interino, vale decir, vice primer ministro que no ha sido formalmente designado, pero que fue titular del cargo. |        |                   |  |                          |                          |                               |                  |

### Vice primeros ministros honoríficos
| # | Imagen | Nombre          |  | Inicio               | Fin                     | Partido       | Coalición |
| - | ------ | --------------- |  | -------------------- | ----------------------- | ------------- | --------- |
| — |        | Åsa Romson2     |  | 3 de octubre de 2014 | 25 de mayo de 2016      | Partido Verde | Löfven    |
| — |        | Isabella Lövin2 |  | 25 de mayo de 2016   | 5 de febrero de 2021    | Partido Verde | Löfven    |
| — |        | Per Bolund2     |  | 5 de febrero de 2021 | 30 de noviembre de 2021 | Partido Verde | Löfven    |